# レスター・デヴァルー (第7代ヘレフォード子爵)
第7代ヘレフォード子爵レスター・デヴァルー（英語: Leicester Devereux, 7th Viscount Hereford、1673年頃 – 1683年2月12日埋葬）は、イングランド貴族。
第6代ヘレフォード子爵レスター・デヴァルーと2人目の妻プリシラ・キャッチポール（Priscilla Catchpole、1681年2月12日埋葬、ジョン・キャッチポールの娘）の息子として、1673年頃に生まれた。
1676年12月1日に父が死去すると、ヘレフォード子爵の爵位を継承した。爵位を継承した時点でわずか3歳であり、父の遺言状ではレスターが15歳になるまで母が保護者を務めると定められた。以前からヘレフォード子爵に恨みのあった貴族は機に乗じて反撃し、第3代モンタギュー子爵フランシス・ブラウンは1678年5月30日にデヴァルー家によるヘレフォード子爵位の継承は王室の尊厳と貴族（peerage）への不名誉であると請願を出し、議会は第7代ヘレフォード子爵が成人したときに改めて請願を審議すると決定した（第3代モンタギュー子爵は審議をみることなく1682年に死去した）。
ヘレフォード子爵の母は1681年1月に病気になり、2月までに死去したが、ヘレフォード子爵自身も1683年に死去、2月12日にサッドボーンで埋葬された。弟エドワードが爵位を継承した。